# Maude Harcheb
Maude Gabrielle Harcheb (Cannes, 1º luglio 1987) è una cantante francese.

## Biografia
Appassionata di danza sin da piccola, si è in seguito dedicata al canto, iniziando a frequentare lezioni a 16 anni per migliorare la sua tecnica. Nel marzo 2013 è apparsa nel reality Les Anges de la téléréalité, pubblicando i singoli Ocean Drive Avenue e il primo solista  Love Is What You Make of It, che si sono spinti rispettivamente alla 23ª e alla 3ª posizione nella classifica francese dei singoli; inoltre, il secondo si è piazzato in 12ª posizione in Belgio. Dopo aver pubblicato il singolo Love Not Money, 80º nella classifica francese, ha ricevuto una candidatura ai NRJ Music Award 2014. Nel medesimo anno ha pubblicato il primo album in studio, intitolato #HoldUp, posizionatosi 29º nella classifica francese e promosso dai singoli Cool e Ride Up, che hanno raggiunto la 144ª e la 123ª posizione in Francia. A giugno 2015 ha pubblicato il singolo Jamais, 33º in classifica, mentre il secondo album Poparoïd è uscito nel settembre successivo ed ha esordito in 47ª posizione in madrepatria.

## Discografia

### Album in studio
- 2014 – #HoldUp
- 2015 - Poparoïd

### Singoli
- 2013 – Ocean Drive Avenue
- 2013 – Love Is What You Make of It
- 2013 – Love Not Money
- 2014 – Cool
- 2014 – Rise Up
- 2014 – Little Victories
- 2014 – Seul
- 2014 – Trumpets (feat. Jason Derulo)
- 2014 – A l'attaque (feat. Romy M)
- 2015 – Donne moi le la (feat. Big Ali)
- 2015 – Jamais
- 2017 – Looking for Peace
- 2020 – Love Dies